# ДОТ № 205 (КиУР)
ДОТ № 205 (ДОТ Ветрова) — долговременная огневая точка, расположенная на северной окраине села Юровка и входившая в первую линию обороны Киевского укрепрайона. Фортификационное сооружение известно своими действиями под командованием лейтенанта Ветрова Георгия Кирилловича в период обороны Киева в 1941 году.

## Строительство

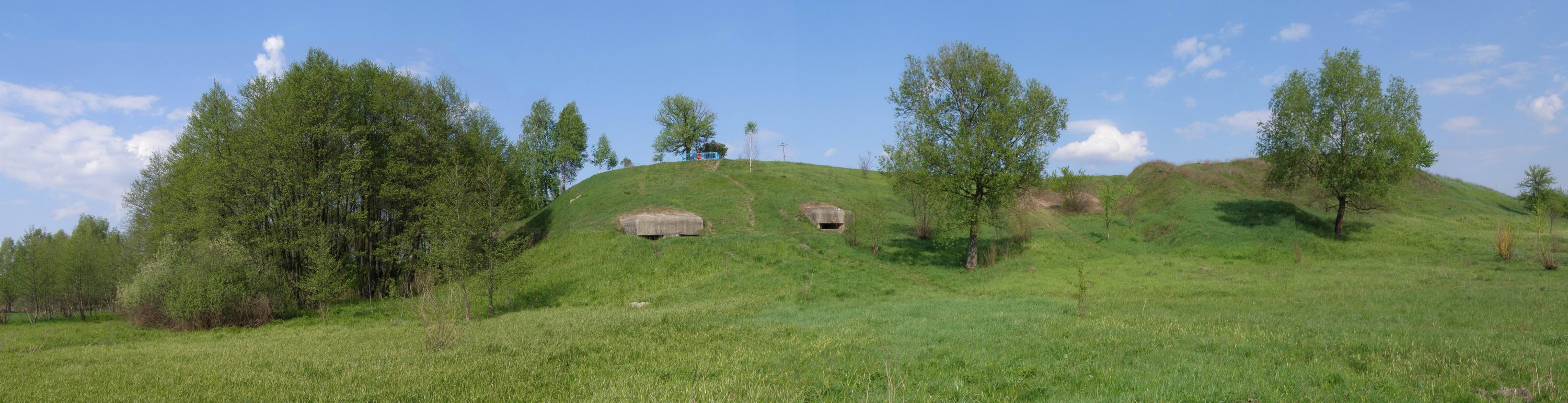
Общий вид ДОТа № 205

ДОТ № 205 построен по индивидуальному проекту и считается самым крупным сооружением КиУР и относится к типу «мина» (также «минная группа» или «огневая группа»), одно из четырёх подобного типа в КиУР. ДОТ врезан в холм и состоит из четырёх одноамбразурных и одного двухамбразурного казематов для станковых пулемётов. Казематы соединены сетью подземных потерн-галерей протяженностью около 200 метров. В этих потернах обустроены помещения для отдыха постоянного гарнизона (63 человека), склады провианта и боеприпасов, а также укрытия для подразделений полевого заполнения (так называемый переменный гарнизон, до 50 человек), которое должно было прикрывать сооружение на ближних дистанциях от действий вражеских штурмовых групп. ДОТ № 205 включал в себя специальное противохимическое убежище и поэтому относится к фортификационным сооружениям типа
 «Б», имеет класс стойкости «М1», то есть способен выдержать 1 попадание 203-мм гаубицы в каждый из своих казематов.

## Служба
Фортификационное сооружение приняло участие в Отечественной войне и организационно входило в 6-й батальонный район обороны (БРО) КиУР, прикрывающего район Юровка — Вита-Почтовая. Во время первого генерального штурма КиУР, который начали войска 29-го армейского корпуса вермахта 4 августа 1941 года, ДОТ имел боевой контакт с противником начиная с 5 августа. Но на данном участке немцы проводили лишь вспомогательный удар силами одного полка 44-й пехотной дивизии и не наступали далее села Юровка. Враг не обстреливал сооружение тяжёлой артиллерией и не подвергал его методичной штурмовке, как это было на направлении главного удара близ села Вита-Почтовая. С другой стороны советские войска (175 стрелковая дивизия) отошли на север за Юровку, укрепившись на близлежащих возвышенностях. Поэтому ДОТ Ветрова оказался на нейтральной полосе. Это позволило подразделениям 175-й дивизии после 12 августа поднести гарнизону провиант и боеприпасы. Тем самым подчиненные лейтенанта Ветрова дисциплинированно держали свои позиции около 7-8 суток, не имея контроля и управления со стороны вышестоящего командования. Это следует высоко оценить на фоне хаоса и деморализации Красной армии в первые месяцы Отечественной войны.

## Современность
ДОТ № 205 уцелел и очень популярен среди киевских краеведов и экскурсоводов. После войны на холме ДОТ был установлен памятный обелиск погибшим красноармейцам.

## Фотографии

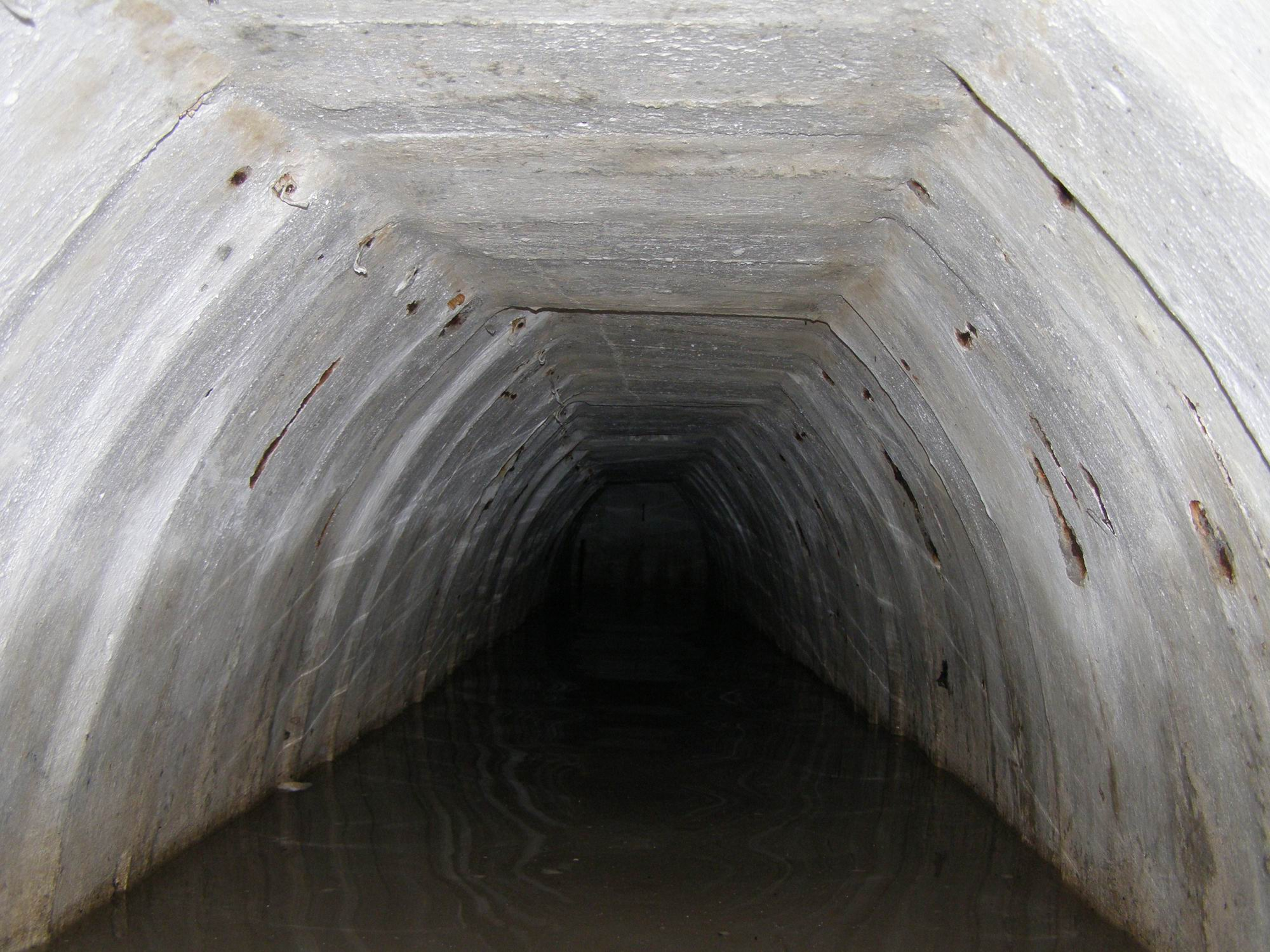
Подземная галерея ДОТ
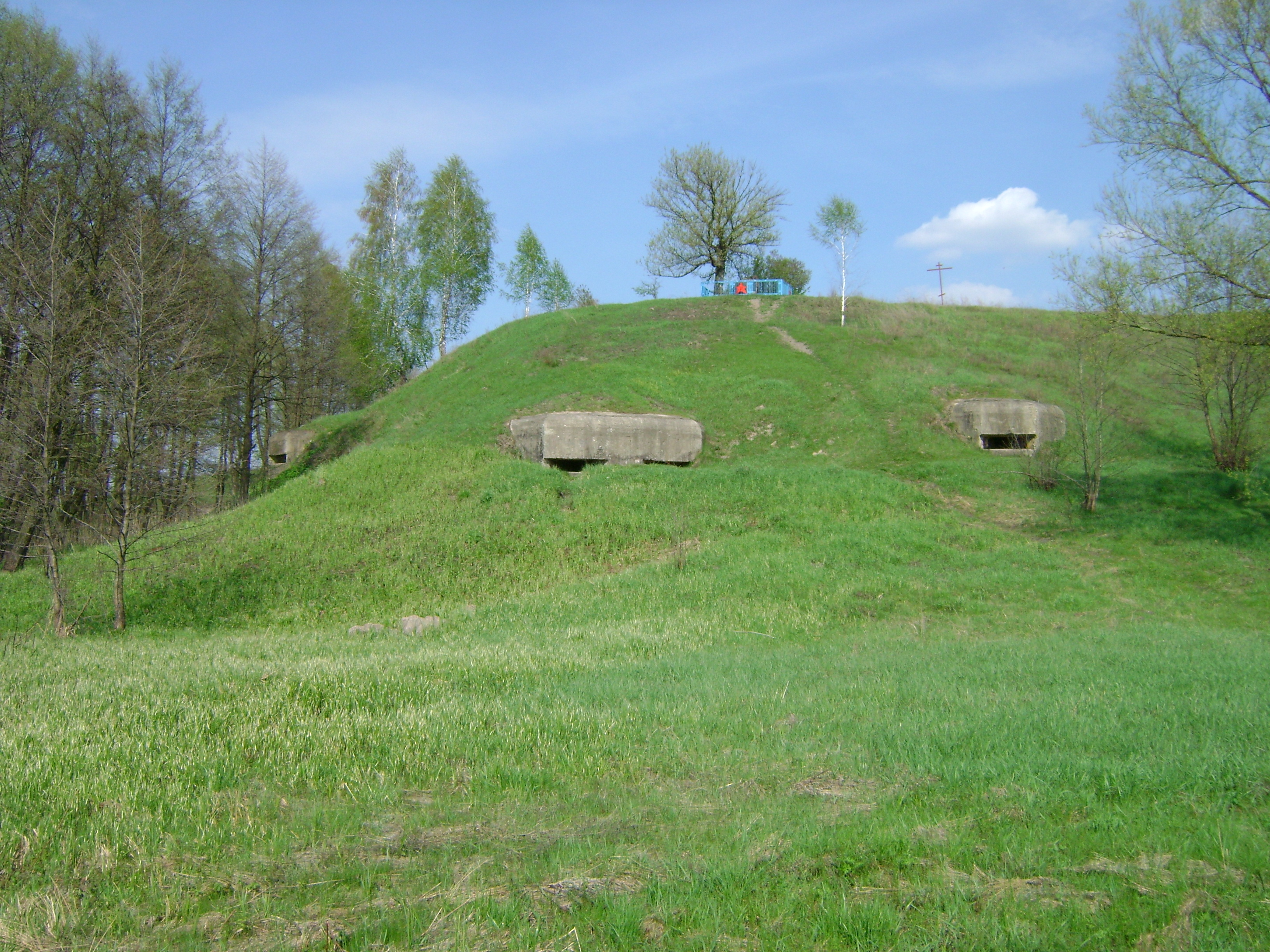
Два пулемётных каземата ДОТ № 205
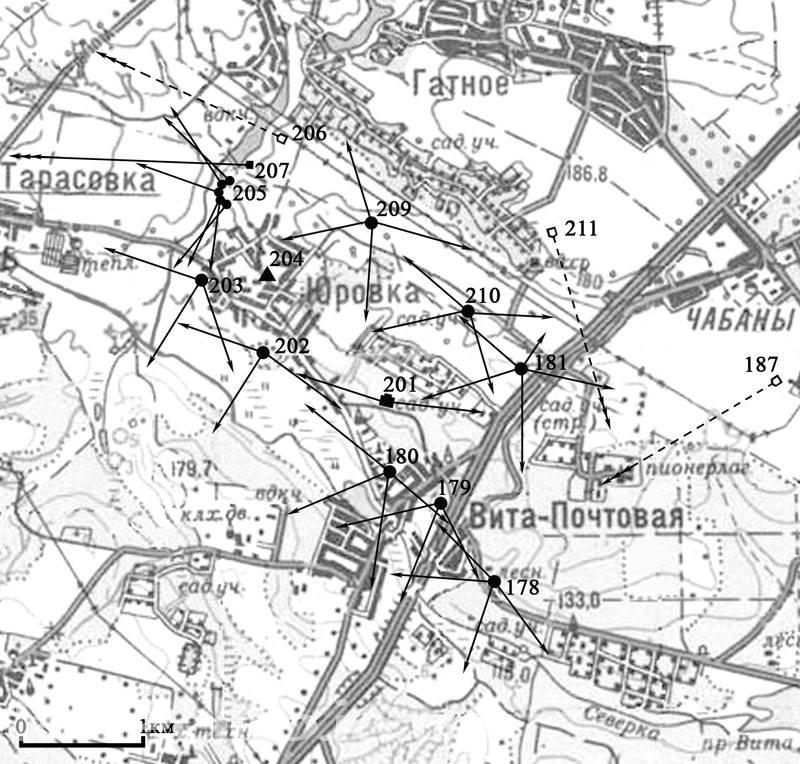
ДОТ № 205 в системе обороны 6-го БРО Юровка - Вита-Почтовая
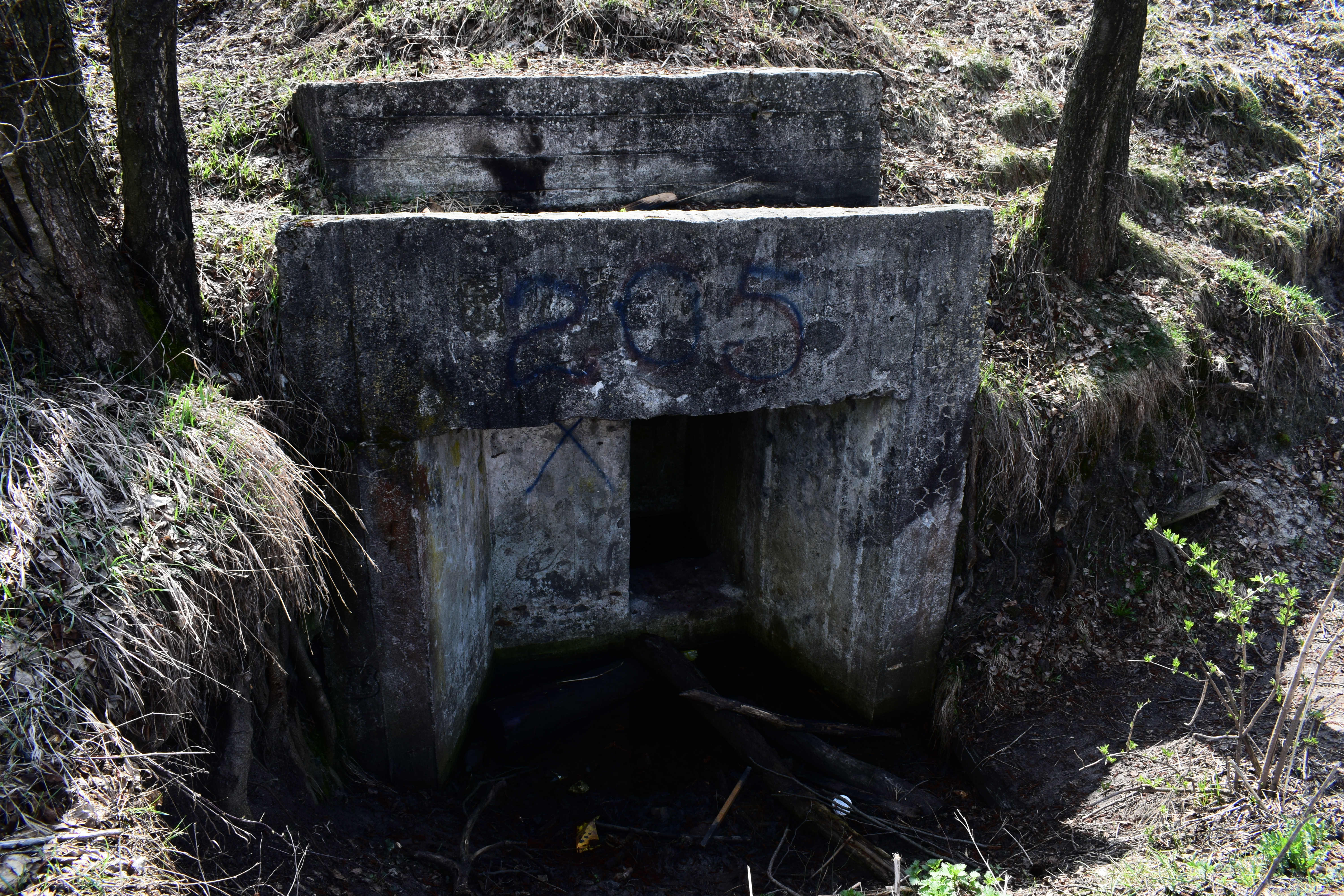
Вход в ДОТ с амбразурой защиты входа